# Ágh Ilona
Veszprémi Jenőné jékei Ágh Ilona, született: Ágh Ilona Klára Eszter, névváltozat: Aágh (Kenyhec, 1854. március 11. – Kápolnásnyék (Pettend), 1945. január 28.) színésznő, igazgató.

## Életútja
Jékei Ágh Sándor szolgabíró és Bisztrenovszk(y) Klára leánya. Színi pályára lépett 1885. november 1-jén, Miklósy Gyulánál Szatmáron. Debrecenben és Székesfehérváron játszott évekig, majd 1888. október 4-én délelőtt Vácott kötött házasságot Veszprémi Jenővel (Kertész János). 1895-ben, férje halála után átvette társulatának vezetését. 1898 áprilisáig volt színigazgató. 1896 nyarán Feld Zsigmond társulatának tagja volt, 1907-ben a Népszínháznál működött, majd 1912-ben a Nemzeti Színház kötelékébe lépett. 1923. október 1-jén nyugalomba ment. Végelgyengülésben hunyt el 91 éves korában.

## Fontosabb színházi szerepei
- Éva (Madách Imre: Az ember tragédiája)
- Portia (Shakespeare: A velencei kalmár)
- Tímea (Jókai Mór: Az aranyember)
- Lady Anna (Shakespeare: III. Richárd)
- Johanna (Rákosi Jenő: Endre és Johanna)
- Dianne (Bisson: Válás után)
- Fejedelemasszony (Hervé: Nebáncsvirág)

## Filmszerepei
- Ma és holnap (1912) - Pál gróf anyja
- A papagály (1912) - Alice, az özvegy
- Éjféli találkozás (1915) Majthényiné, Gábor anyja[7]
- Vengerkák (1917) - Fedorovna nagyhercegnő
- A toprini nász (1917) Szanszka bárónő[8]
- Az obsitos (1917) Gyuri anyja[9]
- Károly bakák (1918) - Horváth Feri édesanyja
- Szentmihály (1920)[10]

## Működési adatai
1885–86: Szatmár; 1886–87: Debrecen; 1887–88: Székesfehérvár; 1888–89: Miskolc; 1889–90: Jeszenszky Dezső; 1890–1895: Veszprémi Jenő; 1898–99: Pesti Ihász Lajos; 1899–1902: Tiszay Dezső; 1902–1903: Szalkai Lajos; 1903–06: Szendrey Mihály; 1906–07: Farkas Ferenc 1907–08: Népszínház-Vígopera; 1908–09: Baróthy Rezső; 1909–1912: Feld Zsigmond (Fővárosi Városligeti Színház); 1912–1923: Nemzeti Színház.
Igazgatóként: 1895: Szolnok; 1895–96: Nagyszombat; 1896: Besztercebánya; Nagykároly, Losonc, Léva, Kisvárda; 1896–97: Besztercebánya; 1897: Sátoraljaújhely, Nagykároly, Zilah, Szilágysomlyó, Segesvár, Erzsébetváros, Kisvárda, Pancsova, Halas; 1897–98: Bonyhád; 1898: Kaposvár, Dombóvár, Csurgó, Nagyatád.